# High Speed 2
| Planung seit Oktober 2023 |                      |                                                    |                                                    |
| Streckenlänge: | 230 km               |                                                    |                                                    |
| Spurweite: | 1435 mm (Normalspur) |                                                    |                                                    |
| Stromsystem: | 25 kV 50 Hz ~        |                                                    |                                                    |
| Streckengeschwindigkeit: | 360 km/h             |                                                    |                                                    |
| Zweigleisigkeit: | durchgehend          |                                                    |                                                    |
| |                      |                                                    |                                                    |
| \| \| \| 0 km London Euston \| \| \| \| \| 9 km Old Oak Common \| \| \| \| \| \| \| \| \| \| 156 km Birmingham Interchange \| \| \| \| \| 175 km Birmingham Curzon Street \| \| \| \| \| 230 km Handsacre Junction zur West Coast Main Line \| \| |                      |                                                    |                                                    |
| Kopfbahnhof Streckenanfang (Strecke außer Betrieb) |                      | 0 km London Euston                                 | 0 km London Euston                                 |
| Bahnhof (Strecke außer Betrieb) (im Tunnel) |                      | 9 km Old Oak Common                                | 9 km Old Oak Common                                |
| Strecke (außer Betrieb) |                      |                                                    |                                                    |
| Bahnhof (Strecke außer Betrieb) |                      | 156 km Birmingham Interchange                      | 156 km Birmingham Interchange                      |
| Abzweig geradeaus, nach links und von links (Strecke außer Betrieb) · Kopfbahnhof Streckenende und quer (Strecke außer Betrieb) |                      | 175 km Birmingham Curzon Street                    | 175 km Birmingham Curzon Street                    |
| Strecke (außer Betrieb) |                      | 230 km Handsacre Junction zur West Coast Main Line | 230 km Handsacre Junction zur West Coast Main Line |

High Speed 2, kurz HS2, ist der Projektname einer seit 2020 im Bau befindlichen britischen Schnellfahrstrecke vom Londoner Bahnhof Euston nach Birmingham. Die Eröffnung bis zum nördlichen Betriebshof Old Oak Common in London mit Anschluss an London Underground wird um 2030 sowie weiter bis Euston um 2033 erwartet.
Nach der ursprünglichen Planung sollte dies nur Phase 1 des Projektes sein. Die Planungen für die Fortsetzung der Schnellfahrstrecke ab Birmingham auf zwei Streckenästen in Richtung Manchester bzw. Leeds (Projektphasen 2A und 2B) wurden aber 2021 (Strecke nach Leeds) und 2023 (Strecke nach Manchester) gestoppt.
HS2 wird die zweite Schnellfahrstrecke in Großbritannien, nach der 2003 bis 2007, in Abschnitten, eröffneten High Speed 1.

## Verlauf

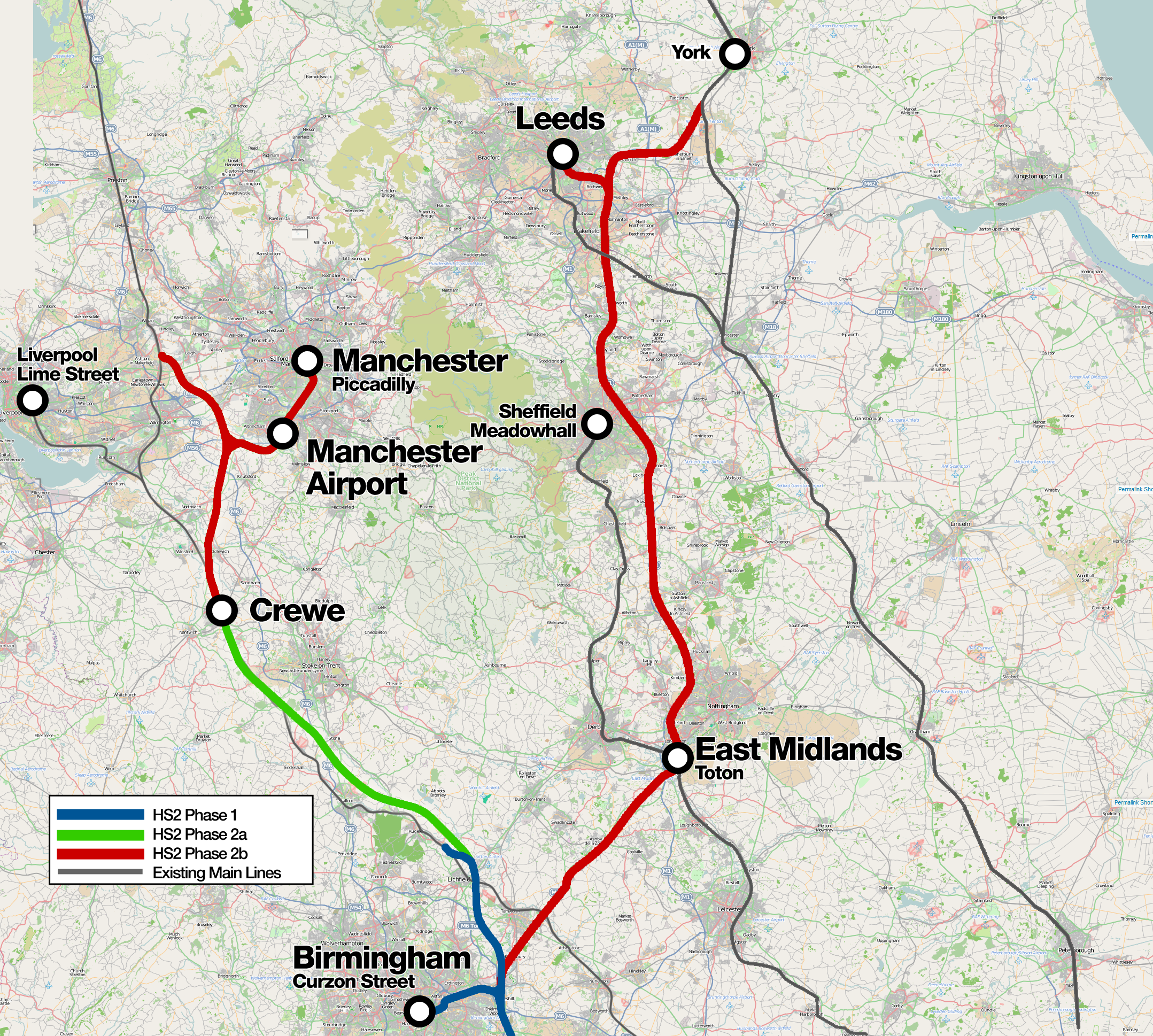
High Speed 2, Phase 2

Die Strecke verläuft von London-Euston nach Birmingham, mit einer Länge von ca. 140 Meilen (230 km). Es werden der Bahnhof  Euston erweitert, ein neuer Tunnelbahnhof Old Oak Common, der neue Bahnhof Birmingham Interchange in der Nähe des Flughafens Birmingham sowie der Bahnhof Birmingham Curzon Street errichtet. An der Handsacre Junction geht die HS2 in die West Coast Main Line Richtung Norden über.
Nach der ursprünglichen Planung sollte sie sich dort teilen: Der westliche Ast führt nach Manchester, der östliche über die East Midlands und South Yorkshire nach Leeds. Die Reisezeiten von beiden Orten nach London sollten sich gegenüber 2011 etwa halbieren; das gesamte Y-förmige Streckennetz sollte rund 330 Meilen (531 km) umfassen.

## Geschichte
Im Januar 2009 gründete die britische Regierung die Projektgesellschaft High Speed Two Ltd. Diese sollte bis zum 31. Dezember 2009 eine bis auf ± 25 Meter genaue Trasse mit einer Gradientengenauigkeit von ± 0,5 Meter vorlegen. In einem ersten Schritt sollte die 230 km lange Strecke London–Birmingham realisiert werden. Nach Fertigstellung dieses Abschnittes sollten in einem weiteren Schritt die Städte Leeds, Manchester und Glasgow angebunden werden. Die Strecke soll die jetzige Hauptstrecke West Coast Main Line entlasten.
Wäre der Beschluss zum Bau der Strecke im 1. Quartal 2010 gefallen, hätten die Planungen bis Mitte 2016 ausgearbeitet und genehmigt werden sollen. Darauf sollte eine sechsjährige Bauzeit (vom 4. Quartal 2017 bis zum 3. Quartal 2023) folgen, die Inbetriebnahme war für Mitte 2025 geplant.
2011 wurde mit der Inbetriebnahme des ersten Abschnitts (bis Birmingham) für das Jahr 2026 gerechnet. Die vollständige Inbetriebnahme der Y-Lösung wurde für die Jahre 2032 und 2033 geplant.
Am 24. September 2015 begann die Präqualifikationsphase für die Bauaufträge der ersten Tranche. Die sieben zu vergebenden Aufträge umfassen ein Gesamtvolumen von voraussichtlich 11,8 Milliarden Britischen Pfund. Die Vergabe der zweiten Tranche sollte 2016[veraltet] beginnen, die dritte Tranche (zur Bahntechnik) 2017[veraltet] folgen. Der Baubeginn war für 2017[veraltet] geplant, die Fertigstellung für 2026.
Ende November 2015 kündigte Schatzkanzler George Osborne an, dass die Weiterführung der Hochgeschwindigkeitsstrecke von Birmingham nach Manchester und Crewe bereits 2027 statt 2033 fertiggestellt werden soll. Die Reisezeiten nach London sollen sich um 35 bzw. 40 Minuten verkürzen. Im Laufe des Jahres 2016[veraltet] sollten Aufträge für bauvorbereitende Maßnahmen der ersten Projektstufe im Umfang von 900 Millionen Pfund vergeben werden. Das Vorhaben ist seit 2017 gesetzlich verankert. 2018 begannen die Bauarbeiten mit der Räumung erster Flächen in London und Birmingham.
Am 11. Februar 2020 verkündete Premierminister Boris Johnson die Entscheidung seiner Regierung, das Projekt endgültig umzusetzen. Damit ist die erste Phase (bis Birmingham) gesichert und finanziert, die Inbetriebnahme in Stufen zwischen 2028 und 2031 geplant.
Vor Baubeginn werden umfangreiche archäologische Untersuchungen an der zukünftigen Trasse vorgenommen. Die Ausgrabungen für die Phase 1 fanden an insgesamt 60 Stellen der geplanten Bahnverbindung statt und wurden im November 2018 begonnen; bis 2020 sollten sie abgeschlossen sein. Der leitenden Archäologin Helen Wass zufolge handelt es sich vermutlich um die größte Ausgrabung Europas.

### Streichung des nordöstlichen Abschnitts
Im November 2021 gab das Transportministerium bekannt, dass der ursprünglich östliche Abschnitt (Phase 2b) zwischen Birmingham und Leeds nicht gebaut werde. Lediglich zwei kurze Strecken zwischen Leeds und Sheffield und zwischen Birmingham und East Midlands Parkway südlich von Nottingham würden als Hochgeschwindigkeitsstrecken ausgebaut.

### Streichung des nordwestlichen Abschnitts
Im September 2023 kamen Spekulationen auf, dass der nordwestliche Abschnitt zwischen den Midlands und der Region Manchester aus den Planungen gestrichen würde, nachdem sich die Regierung unter Premierminister Rishi Sunak geweigert hatte, eine klare Festlegung auf den Ausbau der Strecke abzugeben. Stattdessen hieß es von Seiten der Regierung, dass die „Interessen der Passagiere gegenüber denen der Steuerzahler“ abgewogen werden müssten. Der ehemalige Transportminister Grant Shapps äußerte in einem Interview der BBC am 24. September 2023, dass es angesichts explodierender Kosten für das HS2-Projekt (fast 100 Milliarden statt 33 Milliarden Pfund) „verrückt“ wäre, dieses nicht erneut genau unter die Lupe zu nehmen. Prominente Politiker der Konservativen Partei wie David Osborne und Michael Heseltine riefen daraufhin die Regierung Sunak auf, an dem Projekt festzuhalten, da ansonsten der Norden und die Midlands „aufgegeben“ würden. Nach einem Bericht der Regierung aus dem Juni 2023 waren bis dato 22,5 Milliarden £ für den Bau der Strecke von London nach Birmingham ausgegeben worden. Am 4. Oktober 2023 verkündete Premierminister Sunak bei einer Rede auf dem Parteitag der konservativen Partei in Manchester, dass der nordwestliche Abschnitt nicht realisiert werden wird und die dafür vorgesehenen finanziellen Mittel für andere Projekte verwendet werden sollen.

## Etappierung
Nach Stand der Planung anfangs 2020 wird zuerst die Strecke von London nach Birmingham gebaut. In der Phase 2A sollte die Verlängerung bis Crewe folgen. Diese Phase hat am 11. Februar 2021 die Royal Assent erhalten, der Baubeginn war für 2024 geplant. Der Ausbau bis Manchester und die Strecke Birmingham–Leeds sind der Phase 2B zugeordnet.
| Phase    | Strecke                                | Länge        | geplante Fertigstellung |
| -------- | -------------------------------------- | ------------ | ----------------------- |
| Phase 1  | London Euston–Birmingham Curzon Street | 175 km       | 2028–2031               |
| Phase 2A | Birmingham–Crewe                       | 69 km        | 2031–2035               |
| Phase 2B | Crewe–Manchester Birmingham–Leeds      | 82 km 198 km | 2035–2040               |

Eine Studie von Douglas Oakervee, dem ehemaligen Vorsitzenden der Projektgesellschaft High Speed Two empfahl, für die Phase 2B die kostengünstigere Variante eines Streckenausbaus anstelle einer neuen Schnellfahrstrecke zu untersuchen. Im Rahmen eines Ende 2021 vorgelegten Integrated Rail Plan wurde die Phase 2B redimensioniert. Der östliche Ast des Y wird nur bis zur Station East Midland Parkway gebaut werden, und dort in die Midland Main Line eingefädelt. Die Strecke East Midland Parkway nach Leeds wird lediglich ausgebaut und elektrifiziert.

## Ausbau
Die Bahnstrecke soll in Normalspur errichtet und für eine Entwurfsgeschwindigkeit von bis zu 400 km/h ausgelegt werden. Zu Beginn sollen die Züge mit 360 km/h verkehren. Für die Strecke sind bis zu 382 m lange Weichen beauftragt, die im abzweigenden Strang mit bis zu 230 km/h befahren werden können. Um Kosten einzusparen, wurde 2019 empfohlen, die Streckenkapazität von 18 Zügen pro Stunde auf 14 zu reduzieren.
Auf etwa 11 Prozent ihrer Länge soll die Strecke im Tunnel verlaufen. Dazu zählen unter anderem weite Teile Londons und Abschnitte in der hügeligen Region Chiltern.
Im Dezember 2020 wurde der Auftrag über 453 km Feste Fahrbahn des Systems Slab Track Austria an Porr vergeben.

## Kostenschätzungen
Die Baukosten für das gesamte Projekt wurden zu Beginn auf ca. 34 Mrd. £ geschätzt. Hierbei war eine mögliche Verbindung mit der High Speed 1 nicht einkalkuliert. Das Projekt sollte über einen Zeitraum von 60 Jahren einen volkswirtschaftlichen Nutzen-Kosten-Faktor zwischen 1,6 und 2,0 erreichen.
Im Jahr 2015 kam ein Ausschuss des britischen Oberhauses auf 56 Milliarden Pfund Sterling. Mangels nennenswerter Bautätigkeit wurde diese Schätzung bis 2019 nicht revidiert. Im September 2019 informierte Allan Cook, der Vorsitzende der Projektgesellschaft, dass die Kosten statt 62,4 Mrd. £ wohl eher 20 % höher bei 81 bis 88 Mrd. £ liegen würden.
Dem Oakervee-Report von Ende 2019 zufolge liegen die geplanten Kosten bei mehr als 106 Milliarden Pfund Sterling, was beinahe das Doppelte der 2015 veranschlagten Kosten darstellt. Die Kosten eines Projektabbruchs wurden mit zwölf Milliarden Pfund Sterling beziffert. Zu Kostensteigerungen führte unter anderem die Anforderung der britischen Regierung, wonach die Auftragnehmer das wirtschaftliche Risiko sämtlicher Bauverspätungen tragen sollen. Das Vorhaben soll größtenteils über Anleihen finanziert werden, die durch zukünftiges Wirtschaftswachstum und gesteigerte Produktivität in den von der HS2 profitierenden Regionen refinanziert werden sollen.
Kosteneinsparungen werden durch verminderte Leistungsanforderungen (14 statt 18 Züge pro Stunde und Richtung) sowie eine von 400 km/h auf 360 km/h reduzierte Entwurfsgeschwindigkeit erwartet.

## Reisezeitentwicklung
Die Reisezeit von London nach Birmingham wird sich von heute 82 auf 49 Minuten verkürzen. Nach Fertigstellung der Abschnitte nach Liverpool, Leeds und Manchester wären diese Städte in 80 bis 96 Minuten von London aus erreichbar gewesen, 30 bis 60 Minuten schneller als heute. Züge von London in die beiden größten schottischen Städte Glasgow und Edinburgh würden nach einem Vollausbau nur noch 2 Stunden und 40 Minuten statt heute 4 1⁄2 Stunden benötigen.

## Geplante Fahrzeuge
Es wurde überlegt, ob mit zwei verschiedenen Fahrzeugtypen auf dieser Bahnstrecke gefahren wird:
- Mit dem engeren britischen Lichtraumprofil kompatible Fahrzeuge, die auch auf vorhandenen Strecken verkehren können.
- Fahrzeuge mit größerem Lichtraumprofil, eventuell auch Doppelstockzüge, die allerdings dadurch nur auf der Schnellfahrstrecke verkehren können.

Die Züge sollen eine Geschwindigkeit von 362 km/h (225 mph) fahren, 200 m lang und doppeltraktionsfähig sein.
Bei der Ausschreibung, die 2017 startete, entschied man sich für Züge, die für das britische Profil neu entwickelt werden. Für die Phase 1 des Betriebs sollen 54 Züge von 400 Meter Länge mit über 1000 Sitzplätzen beschafft werden. Im November 2017 wurden fünf bevorzugte Bieter benannt, die 2018 die Ausschreibungsunterlagen erhielten. Im Juni 2019 lagen die Angebote vor seitens:
- Alstom Transport
- Bombardier Transportation (im Januar 2021 von Alstom Transport übernommen.[32]), gemeinsam mit Hitachi Rail Europe
- Construcciones y Auxiliar de Ferrocarriles
- Patentes Talgo
- Siemens Mobility

Im Dezember 2021 erhielt das Konsortium aus Alstom und Hitachi den Zuschlag. Zuvor hatten Talgo und Siemens die beabsichtigte Vergabe gerügt. Die bestellten Züge sollen 15 % leichter sein und 30 % mehr Sitzplätze bieten als der seit 2015 in Italien verkehrende Frecciarossa-1000-Hochgeschwindigkeitszug, der ebenfalls von Hitachi und Alstom gefertigt wird. Die Züge für HS 2 werden in Fabriken beider Konzerne in England gebaut. Frühestens 2027 werden die ersten Triebzüge gefertigt und könnten zwei bis sechs Jahre später erstmals Passagiere mit Tempo 362 km/h (225 mph) befördern.

## Verbindung mit der High Speed 1
Die geplante Verbindungsstrecke High Speed 2 – High Speed 1, eine Spange zwischen dem Bahnhof Old Oak Common und Bahnhof Stratford International wurde aus Kostengründen im Jahr 2015 aus der Beschlussvorlage des Parlaments entfernt, der insbesondere vom britischen Gesetzgeber geforderten Sicherheitsbestimmungen, wie vorgezogene Grenzkontrollen die eine Durchbindung praktisch unmöglich machen, nie rentiert hätten.
Stattdessen wird eine Fußgängerverbindung zur Verbindung der beiden rund einen Kilometer entfernten Endbahnhöfe (St Pancras und Euston) geprüft. Die beiden Stationen sind darüber hinaus durch die Londoner U-Bahn verbunden. Im Rahmen von Crossrail 2 ist eine Station geplant, die quer zwischen beiden Bahnhöfen liegen soll.
Eine Studie des Ingenieurbüro Arup schätzte die Kosten für eine eingleisige Verbindung auf 458 Mio. £, eine zweigleisige Verbindung auf 812 Mio. £ und eine Hochgeschwindigkeitsverbindung zwischen beiden Schnellfahrstrecken auf 3,6 Mrd. £, Empfehlung der Studie war die zweigleisige Verbindung.